# Lancer du disque masculin aux championnats du monde d'athlétisme 2007
Navigation
Helsinki 2005 Berlin 2009
L'épreuve du lancer du disque masculin des championnats du monde d'athlétisme 2007 s'est déroulée les 26 et 28 août 2007 dans le stade Nagai d'Osaka au Japon. Elle est remportée par l'Estonien Gerd Kanter.
29 athlètes étaient inscrits. Ils ont participé à des qualifications le 26 août.
En finale, le double champion olympique, champion d'Europe et double champion du monde en titre, Virgilijus Alekna s'est classé à une décevante quatrième place avec 65,24 m. Avec sa médaille de bronze, Rutger Smith est devenu le premier athlète à remporter une médaille aux championnats du monde au lancer du disque et au lancer du poids (l'argent en 2005).

## Records
| Record du monde            | 74,08 m | Jürgen Schult     | Allemagne de l'Est | 6 juin 1986    | Neubrandenburg    |
| Record des championnats    | 70,17 m | Virgilijus Alekna | Lituanie           | 7 août 2005    | Helsinki          |
| Meilleure performance 2007 | 72,02 m | Gerd Kanter       | Estonie            | 3 mai 2007     | Salinas           |
| Record d'Afrique           | 70,32 m | Frantz Kruger     | Afrique du Sud     | 26 mai 2005    | Salon-de-Provence |
| Record d'Asie              | 67,95 m | Ehsan Hadadi      | Iran               | 9 juin 2007    | Minsk             |
| Record d'Amérique du Nord  | 71,32 m | Ben Plucknett     | États-Unis         | 4 juin 1983    | Eugene            |
| Record d'Amérique du Sud   | 66,32 m | Jorge Balliengo   | Argentine          | 15 avril 2006  | Rosario           |
| Record d'Europe            | 74,08 m | Jürgen Schult     | Allemagne de l'Est | 6 juin 1986    | Neubrandenburg    |
| Record d'Océanie           | 65,06 m | Wayne Martin      | Australie          | 3 janvier 1979 | Newcastle         |

## Médaillés
| Or          | Argent         | Bronze       |
| Gerd Kanter | Robert Harting | Rutger Smith |

## Résultats

### Finale
| Rang               | Athlète                | Pays      | Essais | Essais | Essais | Essais | Essais | Essais | Marque  | Notes |
| Rang               | Athlète                | Pays      | 1      | 2      | 3      | 4      | 5      | 6      | Marque  | Notes |
| ------------------ | ---------------------- | --------- | ------ | ------ | ------ | ------ | ------ | ------ | ------- | ----- |
| Médaille d'or      | Gerd Kanter            | Estonie   | 64.89  | 65.37  | 68.94  | x      | 65.22  | 68.84  | 68,94 m |       |
| Médaille d'argent  | Robert Harting         | Allemagne | 64.62  | 65.59  | 65.59  | x      | 66.68  | 62.00  | 66,68 m |       |
| Médaille de bronze | Rutger Smith           | Pays-Bas  | 64.32  | 65.98  | 66.42  | 65.08  | x      | 65.69  | 66,42 m |       |
| 4                  | Virgilijus Alekna      | Lituanie  | 63.68  | x      | 65.24  | 64.86  | x      | 63.75  | 65,24 m |       |
| 5                  | Gábor Máté             | Hongrie   | 64.26  | 62.82  | 64.71  | 63.09  | x      | x      | 64,71 m |       |
| 6                  | Omar Ahmed el-Ghazaly  | Égypte    | x      | 62.34  | 64.58  | 63.45  | 64.11  | 63.08  | 64,58 m |       |
| 7                  | Ehsan Hadadi           | Iran      | 63.29  | 64.10  | x      | 64.21  | 64.53  | x      | 64,53 m |       |
| 8                  | Aleksander Tammert     | Estonie   | 62.16  | 63.91  | 63.44  | 64.29  | 62.79  | 64.33  | 64,33 m |       |
| 9                  | Zoltán Kővágó          | Hongrie   |        |        |        |        |        |        | 63,04 m |       |
| 10                 | Mario Pestano          | Espagne   |        |        |        |        |        |        | 62,70 m |       |
| 11                 | Rashid Shafi al-Dosari | Qatar     |        |        |        |        |        |        | 62,60 m |       |
| 12                 | Piotr Małachowski      | Pologne   |        |        |        |        |        |        | 60,77 m |       |

### Qualifications (26 août)
Deux groupes de lanceurs ont été formés. La limite de qualifications était fixée à 64,50 m ou au minimum les 12 meilleurs lanceurs.
| Rang | Pays            | Athlète                   | Distance       |
| ---- | --------------- | ------------------------- | -------------- |
| 1    | Estonie         | Gerd Kanter               | 67,45 m Q      |
| 2    | Pays-Bas        | Rutger Smith              | 66,60 m Q (PB) |
| 3    | Hongrie         | Zoltán Kövágó             | 65,71 m Q      |
| 4    | Pologne         | Piotr Malachowski         | 63,20 m q      |
| 5    | Espagne         | Mario Pestano             | 63,10 m q      |
| 6    | Qatar           | Rashid Shafi Al-Dosari    | 62,68 m q      |
| 7    | États-Unis      | Ian Waltz                 | 62,67 m        |
| 8    | Arabie saoudite | Sultan Mubarak Al-Dawoodi | 61,23 m        |
| 9    | Inde            | Vikas Gowda               | 61,22 m        |
| 10   | Russie          | Bogdan Pishchalnikov      | 61,13 m        |
| 11   | Finlande        | Frantz Kruger             | 60,72 m        |
| 12   | Estonie         | Märt Israel               | 60,23 m        |
| 13   | Roumanie        | Sergiu Ursu               | 59,22 m        |
| 14   | Japon           | Shigeo Hatakeyama         | 55,71 m        |
| 15   | Turquie         | Ercüment Olgundeniz       | 54,89 m        |

| Rang | Pays       | Athlète                | Distance       |
| ---- | ---------- | ---------------------- | -------------- |
| 1    | Lituanie   | Virgilijus Alekna      | 66,54 m Q      |
| 2    | Allemagne  | Robert Harting         | 66,26 m Q      |
| 3    | Hongrie    | Gábor Máté             | 65,13 m Q      |
| 4    | Estonie    | Aleksander Tammert     | 64,41 m q (SB) |
| 5    | Égypte     | Omar Ahmed El Ghazaly  | 63,56 m q      |
| 6    | Iran       | Ehsan Hadadi           | 62,75 m q      |
| 7    | Finlande   | Mikko Kyyrö            | 62,11 m        |
| 8    | États-Unis | Jarred Rome            | 61,87 m        |
| 9    | États-Unis | Michael Robertson      | 60,39 m        |
| 10   | Italie     | Hannes Kirchler        | 60,34 m        |
| 11   | Pays-Bas   | Erik Cadee             | 59,98 m        |
| 12   | Ukraine    | Stanislav Nesterovskyy | 59,81 m        |
| 13   | Suède      | Niklas Arrhenius       | 58,76 m        |
| 14   | Jamaïque   | Jason Morgan           | 55,32 m        |

## Légende
Records et Performances
- AR : Record continental (area record)
- CR : Record des championnats (championship record)
- MR : Record du meeting (meet record)
- NR : Record national (national record)
- OR : Record olympique (olympic record)
- PR : Record paralympique (paralympic record)
- PB : Record personnel (personal best)
- SB : Meilleure performance personnelle de la saison (season's best)
- WL : Meilleure performance mondiale de l'année (world leader)
- WJR : Record du monde junior (world junior record)
- WR : Record du monde (world record)

Circonstances et Conditions
- DNF : N'a pas terminé (did not finish)
- DNS : N'a pas pris le départ (did not start)
- DQ : Disqualification (disqualification)
- NM : Aucun essai valable enregistré (No Mark)
- Q : Qualifié « directement » au prochain tour (ou à la prochaine compétition), lors d'une compétition majeure, grâce au classement ou à la réalisation des minima (automatic qualifier)
- q : Qualifié au prochain tour (ou à la prochaine compétition), lors d'une compétition majeure, grâce au repêchage ou à la réalisation de l'une des meilleures performances parmi celles des « non qualifiés directement » (grâce au meilleur temps ou à la meilleure distance par exemple) (secondary qualifier)